# Vercassivellaunus
Vercassivellaunus was een Gallische aristocraat van het Gallische volk van de Arverni. Hij was een neef van Vercingetorix. Zijn naam is samengesteld als die van zijn neef: eerst komt het prefix ver. Daarna komt cassi, wat komt van het woord catu, dat "het gevecht" betekent. Vellaunus betekent "de commandant". Vercassivellaunus betekent dus "de commandant van het gevecht."

## Biografie
Vercassivellaunus was een van de Gallische stamhoofden die zich aansloten bij de Gallische opstand van 52 voor Christus. Hij is vooral bekend door de Commentarii de Bello Gallico van Julius Caesar. Na het begin van het Beleg van Alesia werd hij tijdens een vergadering van de stamhoofden van de Galliërs uitgekozen als leider van het ontzettingsleger, samen met de Atrebaat Commius en de Aeduërs Viridomarus en Eporedorix. Hij stond volgens Caesar dus aan het hoofd van 8000 ruiters en 240 000 infanteristen. Dit ontzettingsleger moest de stad Alesia redden, waarin Vercingetorix, de leider van de opstand, zich bevond. Tijdens de aanvallen leidde Vercassivellaunus 60 000 uitgekozen krijgers in een verrassingsaanval op de Romeinse stellingen. Hij leidde zijn aanval over een berg en bedreigde de Romeinse linies. Caesar antwoordde door zijn legaat Titus Labienus daar naartoe te sturen met zes cohorten. Nadat ook nog de ruiterij van Caesar aangekomen was, sloegen de troepen van Vercassivellaunus op de vlucht. Hijzelf werd levend gevangen door de Romeinen terwijl hij probeerde te vluchten. De identificatie van kamp C bij Alise en het kamp van Labienus dankzij slingerkogels met het opschrift "T(itus) LABI(enus)" laat ons toe om dit deel van de strijd beter te begrijpen: Labienus, die zich opgesteld had bij Bussy, had goed zicht op Mont Réa, waarover Vercassivellaunus zijn aanval leidde. Hij was ook de legaat die zich het dichtst bij Vercassivellaunus bevond.
De terugtrekking van Vercassivellaunus en het ontzettingsleger zorgde ervoor dat Alesia zich overgaf. De familie van Vercingetorix verloor na deze nederlaag zijn macht onder de Arverni, want ze werden vervangen door vertrouwelingen van Caesar, Epasnactus bijvoorbeeld.
Er werd lange tijd gedacht dat de munten die teruggevonden waren bij het oppidum van Gergovia met het opschrift "VERCA" naar Vercassivellaunus verwezen, maar het is waarschijnlijk dat deze later geslagen werden, en gaan misschien over een van zijn afstammelingen.